# Кирило (Стоїчков)
Митрополит Кирил (в миру Коста Стоїчков, 15 липня 1833, Берковиця — 21 травня 1914 року, Видин) — єпископ Болгарської православної церкви, митрополит Видинський.

## Біографія
Народився 15 липня 1833 року у бідній родині в Берковиці, тоді в Османській імперії. Навчається у місцевій школі. Малим залишився повним сиротою і вступив послушником до Чипровського монастиря. У 1857 році був пострижений в ченці з ім'ям Кирил. Через кілька він був висвячений на ієродиякона.
У 1858 році Кирило виїхав до міста Карловці, Австро-Угорщина, де 4 роки навчався в місцевій сербській духовній семінарії та підтримував контакти з болгарською еміграцією.
Влітку 1863 року повернувся на болгарські землі. Як тільки він зійшов з корабля у Видині, його заарештували за наполяганням митрополита Паїсія Видинського. Під час обшуку вони знайшли книгу, що описує історію правління болгарського царя Івана Асена II, що стало приводом відправити його до столиці Константинополя та винести до патріаршого суду. Він був засуджений до 3 років заслання та відправлений у Сівас, Мала Азія.
Після звільнення в 1866 оселився в Тулчі, де працював вчителем до 1870 року і паралельно служив дяком у місцевій церкві Святого Георгія. У 1870 році був висвячений в сан ієромонаха і незабаром зведений в сан архімандрита і призначений головою болгарської церковної громади в Сілістрі.
Після створення Болгарського екзархату його викликали до Константинополя де у 1872 році був висвячений на єпископа в соборі Святого Стефана з титулом єпископа Білоградчиського екзархом Антимом I і призначений вікарієм Видинського митрополита.

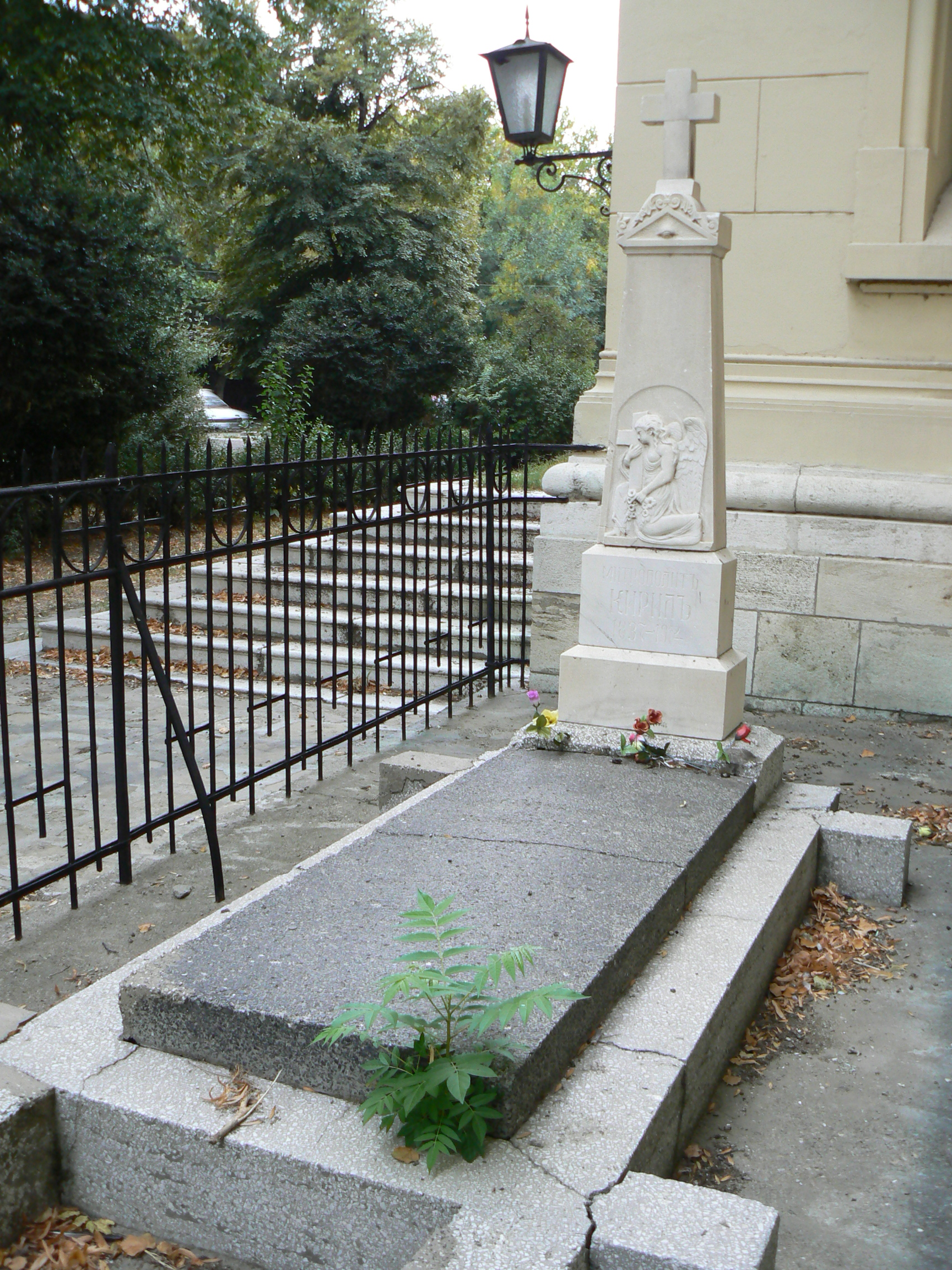
Могила на митрополита Кирила

З липня 1874 року єпископ Кирил очолював Скопську єпархію. 23 липня 1875 року висвячений в сан митрополита. У 1877 році, після початку російсько-турецької війни, митрополит Кирил був змушений покинути Скоп'є, спочатку оселившись у Константинополі, а потім у Софії як митрополит у розпорядженні Священного Синоду. Брав участь в організації Кресненсько-Разлозьке повстання разом з митрополитом Охридським Натанаїлом.
З 1887 року, після усунення Софійського митрополита Мелетія, він очолює Софійську єпархію. Після смерті Видинського митрополита та колишнього екзарха Антима наприкінці 1888 року керує Видинською єпархією.
17 лютого 1891 був обраний, а 21 березня канонічно затверджений митрополитом Видинським. Працює на розвиток церковно-просвітницької роботи в єпархії. У 1902 році пожертвував 50 000 левів на будівництво спорудСофійської духовної семінарії.
Помер у Видині 21 травня 1914 року.

### Вшанування
2 жовтня 2020 року митрополиту Кирилу посмертно було присвоєно звання «Почесний громадянин міста Видина та муніципалітету».